# Cuarta Fitna
La Cuarta Fitna o gran guerra civil abasí (809-827) fue un conflicto entre los hermanos al-Amin y al-Mamun por la sucesión al califato abasí. 
El padre de los dos, el califa Harun al-Rashid, había nombrado a al-Amin primer heredero y a al-Ma'mun, segundo, con el Jorasán como infantazgo. Un tercer hijo del califa, al-Qasim, había sido designado tercero en la línea de sucesión. Al morir el califa en el 809, al-Amin fue entronizado en Bagdad y, alentado por la corte, trató de eliminar la autonomía del Jorasán; Qasim fue pronto apartado del poder. En respuesta, al-Mamun buscó el apoyo de los notables del Jorasán, y tomó medidas para afianzar su autonomía. La brecha entre los dos hermanos y sus respectivos bandos creció y al-Amin proclamó a su hijo Musa heredero y reunió un gran ejército. Las tropas de Al-Amin marcharon hacia Jorasán, pero el general de al-Ma'mun Tahir ibn Husayn las venció en la batalla de Rayy (cerca de Teherán), y luego invadió Irak y sitió la capital. La ciudad cayó después de un año, al-Amin fue ejecutado y al-Ma'mun obtuvo el trono, pero permaneció en Jorasán en vez de instalarse en Bagdad.
Esto creó un vacío de poder, favorecido  en las provincias por la guerra civil, que pronto ocuparon diversos señores en la Yazira, el Levante y Egipto.  Además, las medidas filopersas del poderoso ministro de al-Ma'mun, al-Fadl ibn Sahl, y la proclamación por al-Ma'mun de un heredero alí disgustaron a los poderosos de Bagdad, que se veían cada vez más marginados. En consecuencia, el tío de al-Ma'mun, Ibrahim fue proclamado califa rival en Bagdad en 817, lo que obligó al-Ma'mun a intervenir personalmente. Fadl ibn Sahl fue asesinado y al-Ma'mun dejó Jorasán y marchó a Bagdad, en la que entró en el 819. Los años siguientes el califa logró consolidar su autoridad y recuperó las provincias occidentales, un proceso que completó en el 827. Algunas rebeliones regionales, sin embargo, sobre todo la de los jurramitas, se prolongaron por mucho más tiempo, hasta le década siguiente.
El conflicto ha sido interpretado de diversas maneras: como un conflicto por la sucesión entre un incompetente y no muy avezado al-Amin y su astuto y competente hermano al-Ma'mun; como el producto de intrigas del harén; como una extensión de la rivalidad personal entre los ministros  al-Fadl b. Rabi' y al-Fadl ibn Sahl; o como una disputa por el gobierno entre árabes y persas.

## Antecedentes

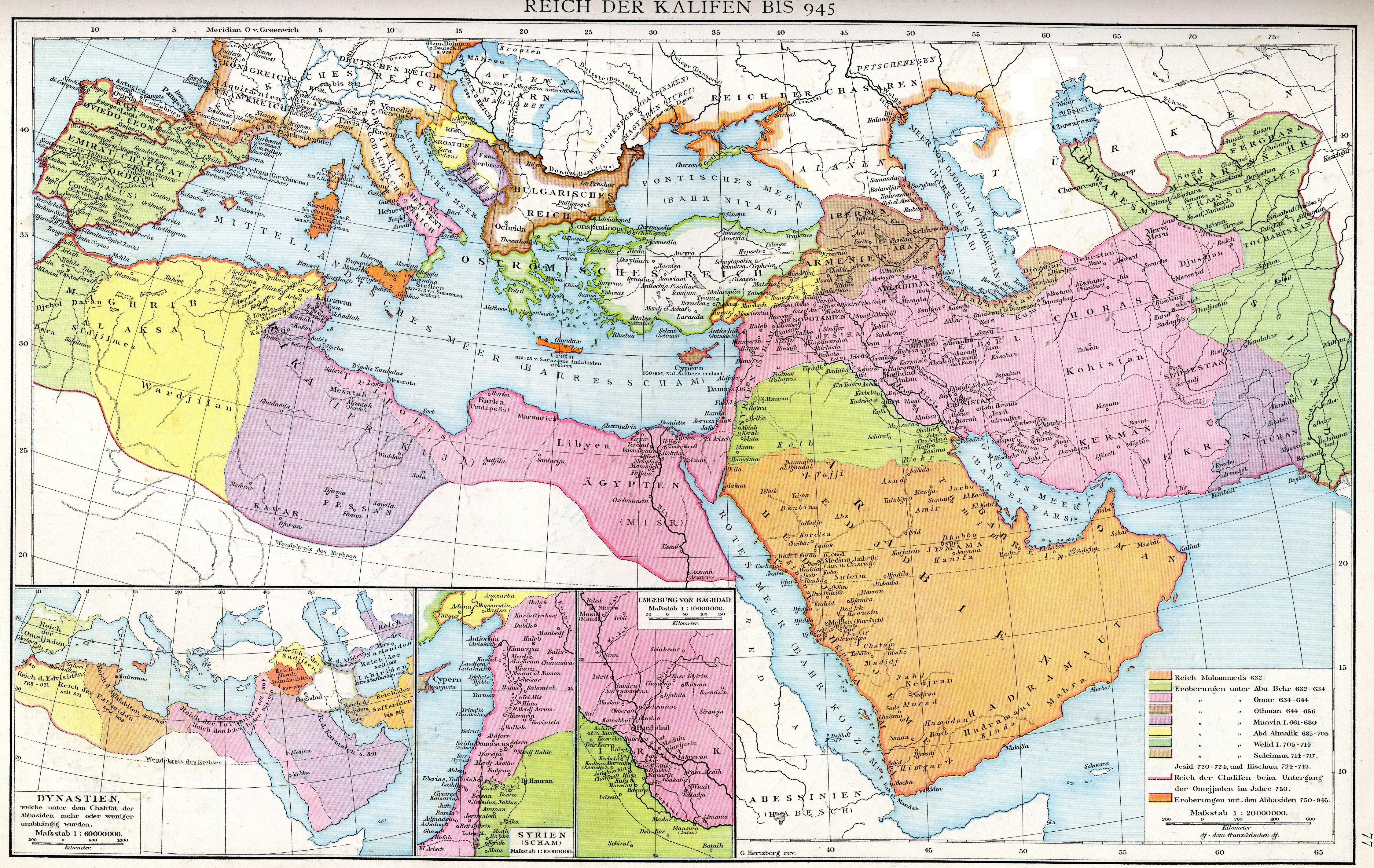
Mapa de la expansión islámica y del territorio musulmán en tiempos del Califato omeya y a principios del abasí.

Los orígenes de la guerra civil se remontan a las disposiciones testamentarias del califa Harun al-Rashid (que reinó entre el 786 y el 809), aunque la política interna del Califato abasí también influyó en su desencadenamiento. Los dos adversarios que la disputaron, Muhammad al-Amin y Abdallah al-Ma'mun, habían nacido con apenas seis meses de diferencia en el año de la hégira de 170 (786-787), siendo al-Ma'mun el mayor de ambos. Pese a esto último, fue al-Amin quien fue proclamado heredero primero en el 791 o en el 792; luego lo fue al-Ma'mun, en el 797, a consecuencia de su ascendencia y de los cambios en la situación política: al-Amin era de puro linaje abasí, pues su madre era Zubayda, descendiente del segundo califa abasí al-Mansur (soberano en el periodo 754-775), mientras que la de al-Ma'mun era Marajil, una concubina persa de Badghis, en el Jorasán.
Aunque los orígenes de al-Ma'mun no eran tan prestigiosos como los del árabe puro al-Amin, sus vínculos con el Jorasán y las provincias orientales dominadas por los iraníes fueron un factor importante para nombrarlo heredero. A diferencia del Califato omeya, dominado exclusivamente por árabes, en el abasí los persas, y en especial los de Jorasán, gozaban de una gran influencia. La revuelta que les había llevado al poder se había desencadenado precisamente en el Jorasán y la dinastía dependía considerablemente de los jorasaníes para desempeñar tareas militares y administrativas. Muchos de los militares del ejército árabe jorasaní (los jurasaniyya) que habían acompañado a los abasíes en su marcha hacia el oeste, habían recibido tierras en Irak y fincas en la nueva capital del califato, Bagdad, y formaron una camarilla privilegiada conocida como abnaʾ al-dawla (los «hijos del estado o de la dinastía»). El Jorasán se mantuvo como provincia privilegiada del califato, y Harun al-Rashid en especial se esmeró en cuidar sus lazos con los iraníes, entre otras maneras mediante la promoción de la familia jorasaní de los barmáquidas, a la que entregó importantes puestos. Tanto al-Amin como al-Ma'mun habían tenido tutores de esta familia: al-Amin había tenido por tutor a al-Fadl ibn Yahya, y al-Ma'mun, a Ja'far ibn Yahya. Si bien al-Amin luego se distanció de los barmáquidas y estrechó relaciones con la aristocracia abnaʾ de Bagdad, al-Ma'mun, por el contrario, siguió muy influenciado por Ja'far y sus partidarios.
En el 802, Harun y los principales funcionarios del Gobierno abasí peregrinaron a La Meca, donde dirimieron la sucesión del califa: al-Amin sucedería a su padre en Bagdad, mientras que al-Ma'mun quedaría como heredero de al-Amin y reinaría además casi como soberano independiente en un Jorasán ampliado. Un tercer vástago del califa, al-Qasim (al-Mu'tamin), quedó como tercer heredero y gobernador de las zonas lindantes con el Imperio bizantino. Lo estipulado, que detalla el historiador al-Tabari, puede luego haber sido distorsionado por los partidarios de al-Ma'mun, en especial en lo que se refiere a la autonomía de la que debía gozar este en su virreinato oriental.
Casi inmediatamente después del regreso de los peregrinos a Bagdad, en enero del 803, se produjo la abrupta caída en desgracia de los barmáquidas. Aunque puede que la decisión del soberano se debiese en parte a que la familia había acaparado demasiado poder, el momento elegido para despojarla de este parece indicar que estuvo motivada también por lo decidido sobre la sucesión real: como al-Amin se había acercado a la abnaʾ y al-Ma'mun mantenía sus vínculos con los barmáquidas, y las relaciones entre ambos grupos eran cada vez más tensas, el advenimiento del primero requería la ruina de los barmáquidas. En efecto, en los años siguientes se verificó una centralización de la administración que comportó el aumento de poder de la abnaʾ; muchos de sus miembros recibieron gobiernos de provincias, para someterlas a un control más estrecho de la capital.
Esto originó descontento en las provincias, en especial en el Jorasán. En este la actitud abasí osciló entre dos extremos: el nombramiento de gobernadores que trataron de obtener el máximo de tributos de la provincia para beneficio del Gobierno central bagdadí y a menudo propio, y el de los que atendieron más a los intereses regionales, enviados a menudo a consecuencia de las protestas de los jorasaníes. Los notables jorasaníes tenían de antiguo rencillas con la abnaʾ. Aunque esta residía por entonces principalmente en Mesopotamia, se empeñaba en mantener el control de los asuntos del Jorasán y exigía que los tributos provinciales se enviasen al oeste para sufragar sus sueldos, a lo que se oponían tenazmente los notables árabes y persas de la provincia. La tensión resultante menguó temporalmente merced al buen hacer del gobernador al-Fadl ibn Yahya, nombrado en el 793 y ensalzado por todos, pero resurgió en el 796, cuando un miembro de la abnaʾ, Ali ibn Isa ibn Mahan, le sustituyó al frente de la provincia. Los gravosos impuestos que aprobó avivaron el descontento, que se plasmó primero en levantamientos jariyíes y luego en el alzamiento contra Bagdad del gobernador de Samarcanda, Rafi ibn al-Laíz. Este levantamiento obligó al mismísimo Harun a acudir a la provincia en el 808, acompañado de al-Ma'mun, de su influyente chambelán y de su princicpal ministro, al-Fadl ibn al-Rabi. Al-Ma'mun se adelantó al frente de un ejército y marchó a Merv, mientras que Harun permanecía en Tus, donde falleció el 24 de marzo del 809.

## Guerra civil entre los partidarios de al-Amin y los de al-Ma'mun (809-813)
Al morir Harun, al-Amin subió al trono en Bagdad, donde gozaba de amplias simpatías, mientras que al-Ma'mun permaneció en Merv, desde donde pretendía sofocar la rebelión en el este. Sin embargo, al-Amin ordenó al ejército volver al oeste y le retiró los fondos asignados, dejando a al-Ma'mun con escasos efectivos para emprender la campaña contra los rebeldes. Como consecuencia, al-Ma'mun buscó el consejo de su visir, el antiguo protegido de los barmáquidas al-Fadl ibn Sahl, que se dedicó a estrechar relaciones con los notables de la zona, garantizándoles autonomía y privilegios. Los desacuerdos sobre la situación del Jorasán y los deseos del Gobierno bagdadí de aumentar la centralización desbarataron pronto los acuerdos sucesorios del 802. La abnaʾ, acaudillada por Ali ibn Isa, a quien Harun había encarcelado pero que había sido liberado y nombrado jefe de la guardia califal, y otros funcionarios influyentes, entre los que descollaba al-Fadl ibn al-Rabi, exigieron que el Gobierno central recuperase el control del Jorasán y de sus impuestos, incluso a costa de infringir lo acordado en La Meca.

Mapa de Iraq y las regiones limítrofes a comienzos del siglo.

La diferencias entre los dos bandos quedaron patentes en el 810, cuando al-Amin incluyó a su hijo Musa en la sucesión. El intento de Al-Amin de anular lo dispuesto por Harun para transformar el título en herencia patrilineal de su familia no era algo inaudito: todos los califas de la dinastía desde al-Mansur en adelante habían tenido que afrontar las ambiciones de hermanos y tíos para dejar el trono a sus hijos, y el propio Harun al-Rashid había sido encarcelado en el corto reinado de su hermano mayor al-Hadi (califa en el 785-786). Merced únicamente a que al-Ma'mun se hallaba lejos de los territorios dominados por completo por el califa pudo librarse de un sino parecido. El hermano menor de ambos, Qasim, no fue tan afortunado: tras su entronización, al-Amin se apresuró a arrumbarlo; al principio, privó a Qasim del gobierno de la Yazira y luego de todos sus cargos y le hizo residir en Bagdad bajo estrecha vigilancia. Con la misma intención, al-Amin envió emisarios a Merv, que solicitaron a al-Ma'mun que volviese a la capital. Este, temeroso de las consecuencias, rehusó, lo que dio pie al califa a empezar a entrometerse en el gobierno de la región: se opuso al perdón que al-Ma'mun había concedido a Ibn al-Layth cuando este se rindió y exigió la entrega de los impuestos de las regiones occidentales del Jorasán como gesto de sumisión de sus gobernadores. Seguidamente exigió a su hermano la entrega de estos territorios, el nombramiento en la provincia de inspectores de hacienda y de correos designados por la capital y la entrega de los impuestos provinciales al Gobierno central. Al-Ma'mun, que carecía de un gran ejército en el que apoyarse, al principio propendió a acceder, pero al-Fadl ibn Sahl lo disuadió y le animó a recabar el apoyo de la población de la región, que se oponía a que la provincia quedase sometida a la corte.
Al-Ma'mun gozaba ya de alguna simpatía en el Jorasán tras el odiado gobierno de Ali ibn Isa, y se esmeró en acrecerla mediante la reducción de impuestos, la administración personal de la justicia, la concesión de privilegios a los príncipes de la zona y la mención pública e intencionada de episodios del surgimiento en el Jorasán del poder abasí. Fue desde entonces el núcleo de atracción de los persas, se negó a ceder el poder en la provincia al Gobierno central y a volver a la capital y se ganó a los descontentos con las medidas centralizadoras bagdadíes y a los que habían salido malparados en el reparto del poder tras el advenimiento de la dinastía. Azuzados por sus respectivos principales ministros, al-Amin y al-Ma'mun aplicaron una serie de medidas que tensaron más la situación y eliminaron la posibilidad de pacto entre ellos. Después de que al-Ma'mun retirase el nombre de al-Amin de las monedas que acuñaba y del rezo del viernes en noviembre del 810, el califa eliminó a al-Ma'mun y al-Mu'tamin de la sucesión y los sustituyó con sus propios hijos Musa y Abdallah. Esto impelió a Al-Ma'mun a proclamarse imán, título religioso inferior al de califa, pero que conllevaba la afirmación de su autoridad respecto de este y que tenía reminiscencias notables en la dinastía, por su uso en tiempos del movimiento hashimiyya que la había llevado al poder.
Pese a que algunos de los principales ministros y gobernadores eran reacios a ello, al-Amin desencadenó la guerra civil abierta dos meses después, en enero del 811, al nombrar a Ali ibn Isa gobernador del Jorasán, entregarle el mando de un gran ejército de cuarenta mil soldados reclutado por la abnaʾ y enviarlo a apartar del puesto a al-Ma'mun. Ali ibn Isa llevaba consigo un juego de cadenas de plata para aherrojar a al-Ma'mun y devolverlo preso a la capital. La noticia de la llegada de Ali desató el pánico en el Jorasán e incluso hizo que al-Ma'mun sopesase el escapar. Este contaba únicamente con el pequeño ejército de unos cuatro o cinco mil soldados que mandaba Táhir ibn Husayn. Lo envió a detener a Ali, misión que todos, incluido el padre de Tahir, tildaron de suicida. Los dos ejércitos chocaron en Rayy, en la frontera occidental del Jorasán, donde libraron la batalla homónima el 3 de julio del 811, que acabó con una aplastante victoria de los jorasaníes; Ali pereció en el combate y los restos de su ejército huyeron en desbandada hacia el oeste.
La inesperada victoria de Tahir resultó decisiva: aseguró la posición de al-Ma'mun y supuso un duro golpe para la abnaʾ, que perdió en la batalla hombres, prestigio y a su principal caudillo. A continuación, Tahir marchó hacia el oeste y derrotó a un nuevo ejército del abnaʾ, compuesto por veinte mil soldados al mando de Abd al-Rahman ibn Jabala, en una serie de encarnizados choques en los alrededores de Hamadán; seguidamente alcanzó Hulwan durante el invierno. Al-Amin, desesperado, intentó reforzar su posición mediante alianzas con las tribus árabes, en especial la de los Banu Shayban de la Yazira y la de los Banu Qays del Levante. Envió al veterano Abd al-Malik ibn Salih a reunir las huestes árabes del Levante acompañado del hijo de Ali ibn Isa's, Husayn. La maniobra de al-Amin fracasó debido a las tradicionales rencillas entre las tribus Qaysis y Kalbis, la renuencia de los levantinos a participar en la guerra civil y el rechazo de la abnaʾ a colaborar con las tribus árabes y darles poder político. El califa no solo no obtuvo el esperado apoyo de las tribus, sino que sus esfuerzos despertaron en la abnaʾ dudas sobre la conveniencia de que se mantuviese en el trono, pues no parecía servir ya a sus intereses. En marzo del 812, Husayn ibn Ali acaudilló una efímera rebelión contra al-Amin en Bagdad y proclamó califa a al-Ma'mun; poco después, miembros de la abnaʾ sofocaron la revuelta y devolvieron el trono a al-Amin. Sin embargo, Fadl ibn al-Rabi, que había sido uno de los principales instigadores de la guerra civil, se convenció de que la causa de al-Amin estaba perdida y dimitió de sus cargos en la corte. Más o menos por la misma época, al-Ma'mun se proclamó califa y Fadl ibn Sahl obtuvo el inusitado título de Dhu 'l-Ri'asatayn («doble gobernador»), jefe de las administraciones civil y militar.
En la primavera del 812, Tahir, al que se unieron nuevas fuerzas al mando de Harthama ibn A'yan, reanudó su marcha hacia el oeste. Invadió Juzistán,  a cuyo gobernador, Muhámmad ibn Yazid, del clan de los muhallabíes, venció y mató; esto hizo que los muhallabíes de Basora se le sometiesen. Luego se apoderó de Kufa y Madain, y se aproximó a Bagdad desde el oeste, mientras que Harthama lo hacía desde el este. Al mismo tiempo, la autoridad de al-Amin se desvaneció al tomar los partidarios de su enemigo el control de Mosul, Egipto y el Hiyaz y perder en favor de los jefes tribales árabes el dominio del Levante, Armenia y Azerbaiyán. Según el ejército de Tahir se acercaba a la capital, se ahondaban las diferencias entre al-Amin y la abnaʾ; esta vio con disgusto el llamamiento del califa al pueblo y el que le entregase armas. En consecuencia, gran parte de ella se pasó a las filas de Tahir y en agosto del 812, cuando sus fuerzas alcanzaron Bagdad, este pudo asentar sus reales en el arrabal de Harbiyya, uno de los centros de la abnaʾ en la ciudad.
El subsiguiente y largo asedio de Bagdad fue un acontecimiento casi sin par en los principios de la historia islámica, remedo de revolución social, pues la defensa de la ciudad, que resistió más de un año, quedó en manos del proletariado urbano, que empleó para ello técnicas de guerrilla. Sin embargo, esta «revolución» social fue también una de las causas de la caída de la ciudad, junto con la hambruna en la quedó sumida por el largo cerco y la habilidad del ejército sitiador; en efecto, en septiembre del 813, Tahir persuadió a algunos ciudadanos ricos para que cortasen los puentes de pontones del Tigris que conectaban la ciudad con el exterior, lo que permitió a las fuerzas de al-Ma'mun adueñarse de los arrabales orientales. A continuación, los sitiadores abordaron el asalto final a la plaza, durante el cual se apresó a al-Amin cuando trataba de buscar el amparo de Harthama, viejo amigo de la familia; fue ajusticiado por orden de Tahir.

## Primacía de los sahlíes y reacción contra ella (813-819)
El regicidio de al-Amin ensombreció la victoria de al-Ma'mun. Tahir fue pronto transferido a un puesto baladí en Raqqa, pero su acto empañó el prestigio de la dinastía. Destruyó la imagen de invulnerabilidad de los califas abasíes que, como había quedado claro, podían ser humillados e incluso ajusticiados por súbditos rebeldes. Debido a que al-Ma'mun permanecía en Merv y no parecía tener intención de presentarse en la capital, surgió un sentimiento entre los árabes contrario a él y a sus seguidores persas, que se extendió por las regiones occidentales del Estado y se acentuó en Bagdad y su comarca, donde se temía perder la capitalidad y transformarse en mera provincia.  Este sentimiento se agudizó cuando el califa entregó el gobierno a Fadl ibn Sahl, que pretendía trasladar la sede gubernamental al Jorasán, desde donde podría excluir del poder a sus rivales y ejercerlo a su albedrío. Fadl también postergó a otros partidarios del nuevo califa; cuando Harthama ibn A'yan acudió a Merv a informar a al-Ma'mun de la situación en el oeste, los sahlíes malquistaron al soberano contra él y lograron que se lo ajusticiase por traidor en junio del 816. Como consecuencia de esto, Hatim, hijo del ejecutado, se alzó brevemente contra el califa en Armenia.
A raíz de estas medidas estallaron revueltas por todo el Estado, salvo en el Jorasán y las marcas fronterizas con los bizantinos. El caos se extendió especialmente por Irak. El gobernador de la región, al-Hasan ibn Sahl, hermano de Fadl, perdió pronto el respaldo de la abnaʾ. Los alíes zaydíes aprovecharon la mengua del favor del gobernador y el 26 de enero del 815 se alzaron contra él en Kufa, acaudillados por el antiguo general Abu 'l-Saraya al-Sirri. La revuelta se extendió velozmente por Irak, pues se unieron a ella diversos grupos descontentos con los abasíes desde antiguo y que vieron en la rebelión la oportunidad de vengarse de la dinastía. Así, en Basora, la rebelión contra las autoridades la dirigió Zayd, hijo del imán Musa al-Kadhim, que había sido ajusticiado en el 799 por orden de Harun al-Rashid. El levantamiento casi amenazó la propia capital, y solo fue sofocada gracias a la habilidad de Harthama; Abu 'l-Saraya fue apresado y ajusticiado en octubre. Otros levantamientos secundarios favorables a los alíes tuvieron lugar en Yemen (encabezados Ibrahim al-Jazzar, otro de los hijos de Musa al-Kadhim) y Tihamah, incluida La Meca, donde Muhammad al-Dibaj, nieto del imán alí Yá'far al-Sádiq, se proclamó califa en noviembre del 815. El aplastamiento de estas rebeliones se confió a Hamdawayh, hijo de Ali ibn Isa, que dispuso para ello de un ejército de la abnaʾ. Hamdawayh sofocó estas rebeliones, pero, a continuación, trató en vano de independizarse del califato.
En el 816, para restaurar su menguado prestigio, al-Ma'mun se dio el título de «califa de Dios». Al percatarse del notable respaldo que los alíes tenían en las provincias occidentales del califato, perdonó la vida de varios anticalifas alíes, el 24 de marzo del 817 nombró al también alí Ali ibn Musa al-Rida, tercer hijo de Musa al-Kadhim, heredero; e incluso cambió el color de la dinastía del negro al verde, el tradicional de los alíes. Aunque se ignora si al-Ma'mun sopesó verdaderamente la posibilidad de que un alí le sucediese en el cargo —se ha sugerido que Ali al-Rida era demasiado mayor para que tuviese posibilidades de heredar el trono califal— las consecuencias de este acto fueron desastrosas para el califa: no se granjeó la simpatía del pueblo y suscitó el firme rechazo de los abasíes de Bagdad. Hasan ibn Sahl había tenido que abandonar la capital, en la que diversos cabecillas compartían el poder, y la noticia del nombramiento de un heredero de los alíes eliminó toda posibilidad de acuerdo con estos. El 17 de julio del 817, algunos abasíes de la capital proclamaron un califa rival, Ibrahim, hermano menor de Harun al-Rashid. Ibrahim recibió un decidido apoyo de las elites bagdadíes, de príncipes abasíes como el hermano menor de al-Ma'mun Abu Ishaq (luego califa con el nombre de al-Mu'tasim, [833-842]), de veteranos de la Administración Pública como Fadl ibn al-Rabi (que recuperó su cargo de hayib), y dirigentes de la abnaʾ. Fue en realidad un resurgimiento de la contienda entre Bagdad y Jorasán, latente desde el 813.

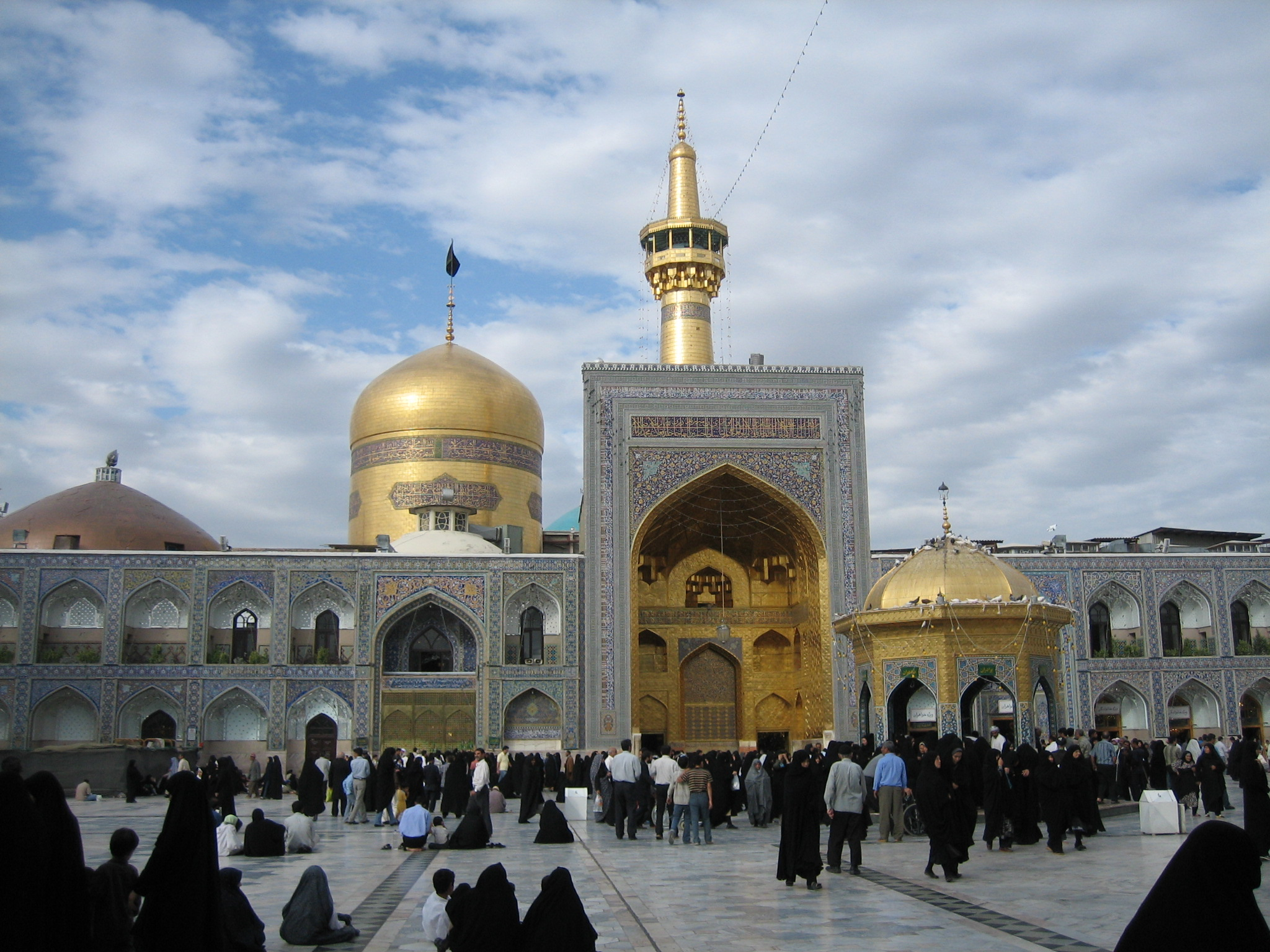
El santuario del imán Reza, construido sobre la tumba de Ali ibn Musa al-Rida

Ibrahim trató de adueñarse de Irak y conquistó Kufa, pero Hasan ibn Sahl, que había asentado sus reales en Wasit, se le adelantó en la carrera a Basora. Por otra parte, Abd al-Aziz al-Azdi, gobernador de Egipto, reconoció la autoridad de Ibrahim. En el Jorasán, los sahlíes primero minimizaron los acontecimientos de la capital y le contaron a al-Ma'mun que Ibrahim simplemente se había proclamado gobernador (emir) y no califa. En diciembre del 817, sin embargo, Ali al-Rida logró revelar la verdad a al-Ma'mun, le explicó el caos reinante en el imperio, mucho mayor de lo que confesaban los sahlíes y lo convenció para tratar con Bagdad. Al-Ma'mun se decidió entonces a asumir personalmente el poder y el 22 de enero del 818 partió de Merv y marchó lentamente hacia Bagdad. Fadl ibn Sahl fue asesinado el 13 de febrero, posiblemente por instigación de al-Ma'mun, si bien el resto de su familia se libró de sufrir una persecución similar a la sufrida antaño por los barmáquidas. Hasan ibn Sahl sustituyó temporalmente a su difunto hermano, y el propio al-Ma'mun desposó a una de sus hijas. Ali al-Rida también falleció en el camino el 5 de septiembre, posiblemente envenenado. Su tumba en Sanabad, que se conoce modernamente con el nombre de Mashhad («lugar del martirio»), fue luego uno de los destinos principales de los peregrinos chiitas.
Mientras, en Bagdad, Ibrahim tenía que hacer frente a deserciones, revueltas y conspiraciones; en una de estas participó incluso su medio hermano al-Mansur. Hasan ibn Sahl aprovechó la situación para avanzar hacia el norte y apoderarse de Mada'in. Según pasaba el tiempo, crecía el descontento en Bagdad. Los partidarios de Ibrahim, entre ellos Fadl ibn al-Rabi, comenzaron a abandonarlo y en abril y julio del 819 hubo una conjura para apresarlo y entregárselo a las fuerzas de al-Ma'mun. Escapó por poco a esta confabulación, pero optó por abandonar el trono y escapar, lo que permitió que al-Ma'mun recobrase la capital. El 17 de agosto del 819, al-Ma'mun entró en la ciudad, que se entregó sin resistencia; pronto comenzó a tranquilizarse la situación. El califa se aprestó a reconciliarse con sus antiguos adversarios: rescindió la sucesión de los alíes, restauró el negro como color de la dinastía, jubiló a Hasan ibn Sahl y llamó a Tahir, que abandonó su exilio en Raqqa. Conservó, no obstante, el título de imán, que se añadió a los de los califas.
Los estrechos lazos que Tahir había establecido con la abnaʾ durante el asedio de Bagdad en el 812-813 facilitaron el reconocimiento como califa de al-Ma'mun. En recompensa por sus servicios, Tahir recibió el gobierno del Jorasán en septiembre del 821; falleció en esta región en octubre del año siguiente y le sucedió en el cargo su hijo Talha. Durante los siguientes cincuenta años, los tahiríes fungieron como gobernadores de una vasta provincia con centro en el Jorasán y lo fueron también de Bagdad, con el fin de asegurar la lealtad de la ciudad al califa, incluso tras el traslado de la capital a Samarra.

## Recuperación de la unidad y pacificación del califato (820-837)
Para cuando al-Ma'mun llegó a la capital, las provincias occidentales se habían independizado en la práctica, y diversos jefes locales detentaban el poder. Egipto había quedado partido en dos: la parte sur la dominaban Ubayd Allah ibn al-Sari y sus seguidores, que se habían hecho con el poder en Fustat; la norte estaba controlada por su rival Ali ibn Abd al-Aziz al-Jarawi y los árabes Qaysi. Alejandría, por su parte, estaba en manos de unos exiliados andalusíes. En el norte del Levante y la Yazira, la tribu Qays, la principal de la región, se había hecho con el poder, acaudillada por Abdallah ibn Bayhas y Nasr ibn Shabath al-Uqayli. En Ifriquiya se habían implantado los aglabíes y en Yemen habían estallado rebeliones de los partidarios de la familia de Ali. La más peligrosa para el califa fue posiblemente la de los jurramitas, antimusulmanes que se apoderaron de gran parte de Armenia y Azerbaiyán.
Para aplastar estas revueltas,  al-Ma'mun entregó el mando del ejército a uno de los hijos de Tahir, Abdallah ibn Tahir. Ibn Tahir sometió primero a Nasr ibn Shabath en el norte de Siria y la alta Mesopotamia. Ibn Shabath estaba dispuesto a someterse a al-Ma'mun, pero exigía concesiones para sus partidarios y era hostil a los funcionarios persas del Gobierno, de manera que finalmente tuvo que ser sojuzgado mediante el envío de un ejército a su capital, Kaysum, en el 824-825, cuya aparición bastó para que se sometiese. Dominado el noroeste del califato, Ibn Tahir a continuación atravesó el sur del Levante y penetró en Egipto. Los dos rivales que se disputaban el poder en la provincia no se oponían en principio a acatar la autoridad teórica del nuevo califa, pero deseaban conservar su poder y ya habían rechazado una invasión dirigida por Jalid ibn Yazid al-Shaybani en el 824. Ibn Tahir se atrajo pronto y con habilidad a Ali al-Jarawi y luego capturó y deportó a Bagdad a Ubayd Allah. En Alejandría consiguió la marcha de los andalusíes; estos zarparon a la isla bizantina de Creta, que conquistaron y transformaron en emirato. A su regreso a Bagdad en el 827, Abdallah ibn Tahir fue recibido con honores; al año siguiente se lo nombró gobernador del Jorasán en sustitución de Talha. Su puesto en el oeste lo ocupó el hermano menor de al-Ma'mun Abu Ishaq al-Mu'tasim. En Yemen había estallado otra revuelta en favor de los alidas en el 822, cuyo cabecilla era Abd al-Rahman ibn Ahmad, al que al-Ma'mun logró persuadir para que abandonase las armas y se sometiese.
En otras partes del imperio el proceso de sometimiento fue más arduo o simplemente fracasó. En Ifriquiya, se tuvo que reconocer la autonomía teórica aglabí, que era una independencia práctica. En Azerbaiyán el general Isa ibn Abi Jalid sojuzgó a las ciudades, pero no pudo aplastar por completo la rebelión jurramita. Las expediciones que contra los jurrramitas realizaron Sadaka ibn Ali al-Azdi en el 824 y Muhammad ibn Humayd al-Ta'i en el 827-829 fracasaron, a causa tanto de lo escabroso del terrero azerbaiyano como de las tácticas guerrilleras de los rebeldes. En la primera campaña perdió la vida Ibn Humayd. Se hubo de esperar al advenimiento de al-Mu'tasim, que empleó contra los jurramitas a sus unidades de esclavos turcos (mawali o ghilman), para sofocar finalmente la rebelión en el 837, tras años de duras campañas. Pese al restablecimiento de la autoridad califal en la mayoría de las provincias, no cesaron de estallar rebeliones: en la segunda parte del reinado de al-Ma'mun hubo varios levantamientos de los zutt del bajo Irak; una revuelta de tres años contra los onerosos impuestos en Egipto que comenzó en el 829 y en la que participaron tanto los coptos como los musulmanes; y un alzamiento infructuoso de Ali ibn Hisham, el gobernador que sustituyó a Ibn Humayd en Armenia y Azerbaiyán.

## Consecuencias

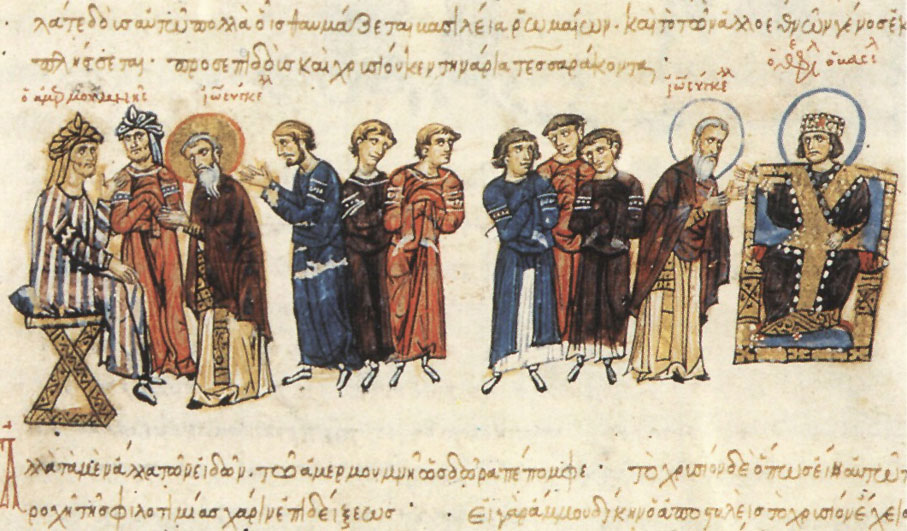
El califa al-Ma'mun (izquierda) en el manuscrito Skylitzes Matritensis del siglo, recibiendo a los emisarios bizantinos encabezados por el patriarca Juan el Gramático en el 829, a los que había enviado el emperador Teófilo (derecha).

La larga guerra civil destruyó el orden político y social de la primera etapa del califato abasí, que quedó sustituido por otro que comenzó a perfilarse durante el gobierno de al-Ma'mun y que caracterizó la etapa intermedia del reinado de la dinastía. La transformación más evidente fue el cambio de los grupos que sostenían el nuevo régimen: la abnaʾ, las antiguas familias árabes y la familia abasí cedieron su anterior primacía en la administración civil y militar y su poder e influencia menguaron. Las provincias del califato se agruparon en unidades administrativas mayores, que a menudo quedaron como feudos de ciertas familias, que solían ser de origen persa, como la de los tahiríes en el Jorasán o la de los samaníes en la Transoxiana. Al mismo tiempo, sin embargo, al-Ma'mun intentó librarse de la dependencia de los elementos persas del imperio y para ello fundó dos nuevos cuerpos de ejército: el de los esclavos turcos, al mando de su hermano Abu Ishaq; y el de las tribus árabes de las marcas fronterizas bizantinas, que fue remozado y entregado al mando de al-Abbas, hijo del califa. Este sistema de equilibrios fue luego refinado y perfeccionado definitivamente durante el reinado de Abu Ishaq (al-Mu'tasim), que implantó un Estado centralizado y amplió las unidades turcas hasta poder emplearlas como núcleo de sus incursiones contra los bizantinos y para el aplastamiento de las revueltas internas. Los jefes turcos accedieron al poder al obtener gobiernos provinciales y arrumbaron a las antiguas camarillas árabes y persas. El triunfo de Al-Ma'mun también tuvo repercusiones en la doctrina oficial abasí: en el 829, el califa adoptó el mutalizismo, con el objetivo de reconciliar a las distintas corrientes islámicas y paliar las diferencias sociales.
Además, la disposición de al-Ma'mun y sus sucesores a incluir en el gobierno estatal a las poblaciones no árabes, en especial a las del oriente persa, y la entrega de gobiernos provinciales a notables aborígenes que gozaron de considerable autonomía coadyuvaron a terminar con antiguas revueltas religiosas y a atraer a estos grupos al islam. El ritmo de conversiones durante el reinado de al-Ma'mun creció apreciablemente y fue en ese momento cuando se hicieron musulmanas la mayoría de las casas principescas de los territorios persas. Estos cambios precedieron al posterior establecimiento de dinastías provinciales cuasi independientes en el este del califato, que apenas admitieron la autoridad teórica de los califas bagdadíes.